# Moreno (partido)
Moreno (Mariano Moreno) is een gemeente (partido) in de Argentijnse provincie Buenos Aires. Bij de volkstelling van 2022 had Moreno 576.632 inwoners. De gemeente is onderdeel van de agglomeratie  Gran Buenos Aires.

## Plaatsen in partido Moreno
- Cuartel V
- Francisco Álvarez
- La Reja
- Moreno
- Paso del Rey
- Trujui